# Sonneratia caseolaris
Sonneratia caseolaris ((L.) Engl., 1897) è una mangrovia appartenente alla famiglia delle Lythraceae, diffusa nelle foreste costiere dell'oceano Indiano orientale e del Pacifico occidentale.

## Distribuzione e habitat
La specie è presente nelle mangrovie dell'Asia meridionale (India, Sri Lanka, Bangladesh e isole Maldive), del sud-est asiatico (Birmania, Thailandia, Cambogia, Vietnam, Cina (Hainan), Indonesia, Malaysia, Brunei, Singapore e Filippine) e dell'Oceania (Australia settentrionale, Papua Nuova Guinea, Nuova Caledonia, Palau, isole Salomone e Vanuatu).